# Jasne Błonia

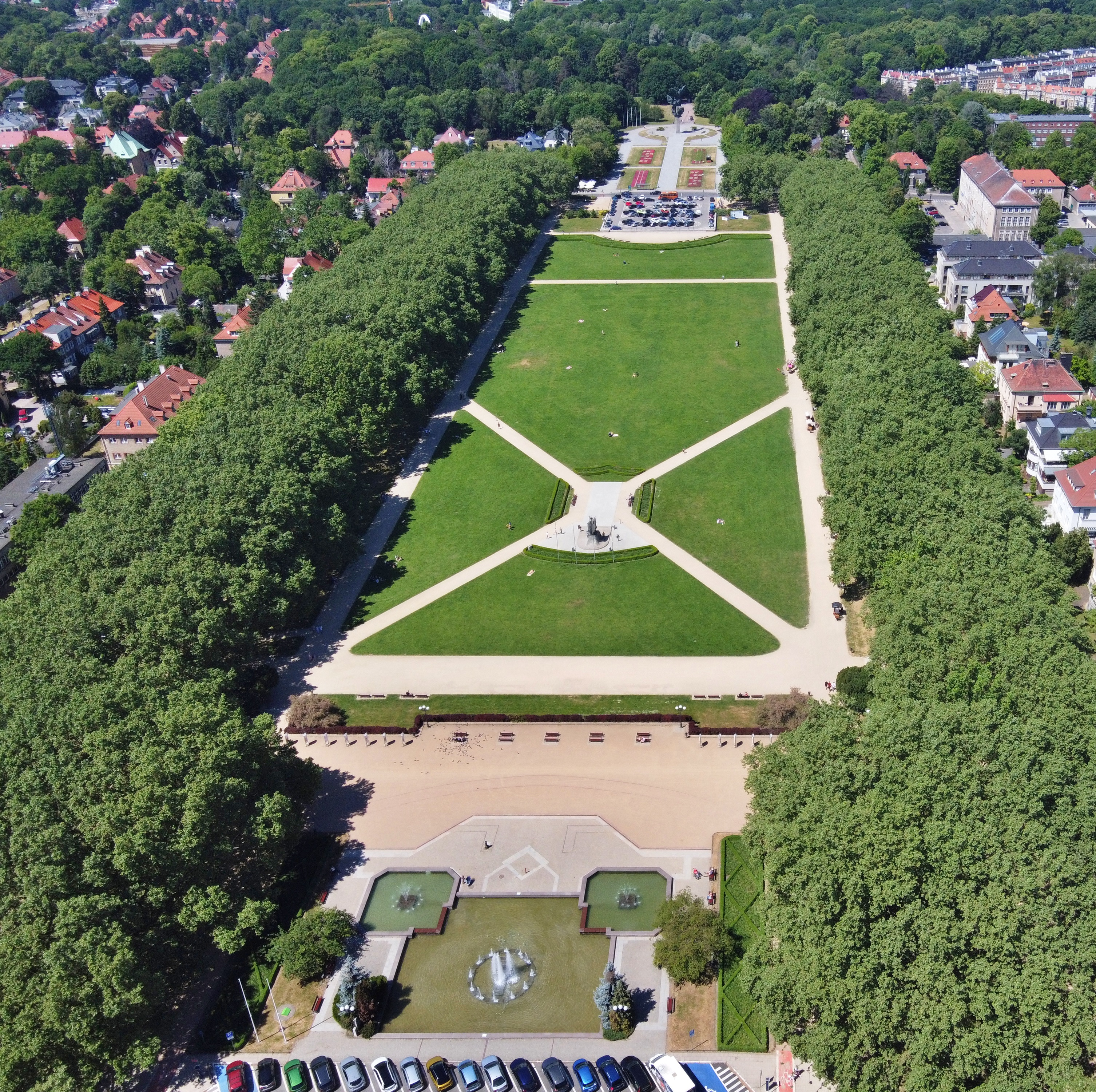
Jasne Błonia (widok od strony Urzędu Miasta)

Plac Jasne Błonia im. Jana Pawła II – szeroki zieleniec, znajdujący się na północ od gmachu szczecińskiego Urzędu Miejskiego, ograniczony ulicami Michała Ogińskiego, Karola Szymanowskiego i Stanisława Moniuszki. Od północnego zachodu przechodzi w Park Kasprowicza.

## Historia i urbanistyka
Rozległy teren zielony powstał w latach 1925-1927 na gruntach należących do rodziny Quistorpów (zob. Johannes Quistorp, Martin Quistorp). Po bokach rozległego trawnika z parterowymi kompozycjami kwiatowymi pośrodku, zaprojektowane zostały aleje z rzędami platanów klonolistnych. Jest to obecnie największe w Polsce skupisko tego gatunku drzew, których rośnie tu 213. 
Plac otrzymał początkowo nazwę Quistorp-Aue. Prostokątny zieleniec zamykała od północy ulica, której po wojnie nadano nazwę ul. Piotra Skargi (niem. Roonstraße).
Ciągłość kompozycyjną na osi północny zachód-południowy wschód zapewnia aleja, ciągnąca się w kierunku Parku Kasprowicza (do 1945 niem. Quistorp Park) i dalej do Lasu Arkońskiego. 
W 1946 roku odbywały się w tym miejscu masowe uroczystości, m.in. „Trzymamy Straż nad Odrą”, a w 1959 – spotkanie mieszkańców Szczecina z Nikitą Chruszczowem. Po wybudowaniu w 1979 roku Pomnika Czynu Polaków na przedłużeniu placu w kierunku Parku Kasprowicza stał się on jego dominantą. Pomnik wyobraża podrywające się do lotu trzy orły, symbolizujące trzy pokolenia Polaków zaangażowanych w odbudowę Szczecina.
Kiedy papież Jan Paweł II 11 czerwca 1987 odwiedził miasto (zob. III wizyta apostolska w Polsce, 8–14 czerwca), na Jasnych Błoniach odprawił mszę, gromadząc tu setki tysięcy wiernych (ołtarz polowy zbudowano bezpośrednio obok Pomnika Czynu Polaków). Wydarzenie zostało upamiętnione w 1995 roku nadaniem placowi „Jasne Błonia” imienia Jana Pawła II i ustawieniem pomnika Jana Pawła II. Ze względów architektonicznych pomnik nie został ustawiony na miejscu ołtarza polowego, lecz po przeciwnej stronie placu, w pobliżu Urzędu Miasta.

## Zdjęcia

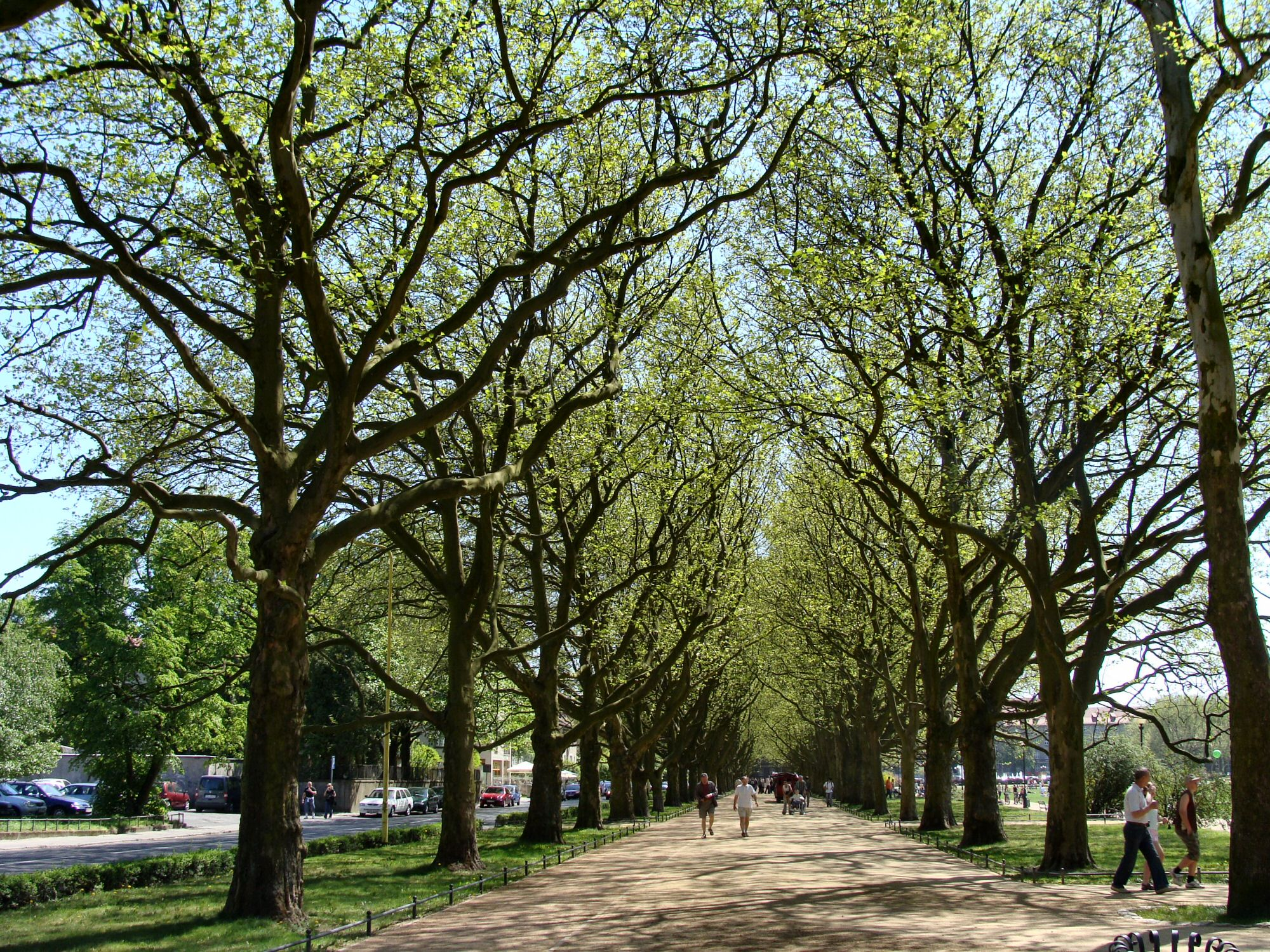
Pomnik przyrody – aleja platanów obok ul. Michała Ogińskiego
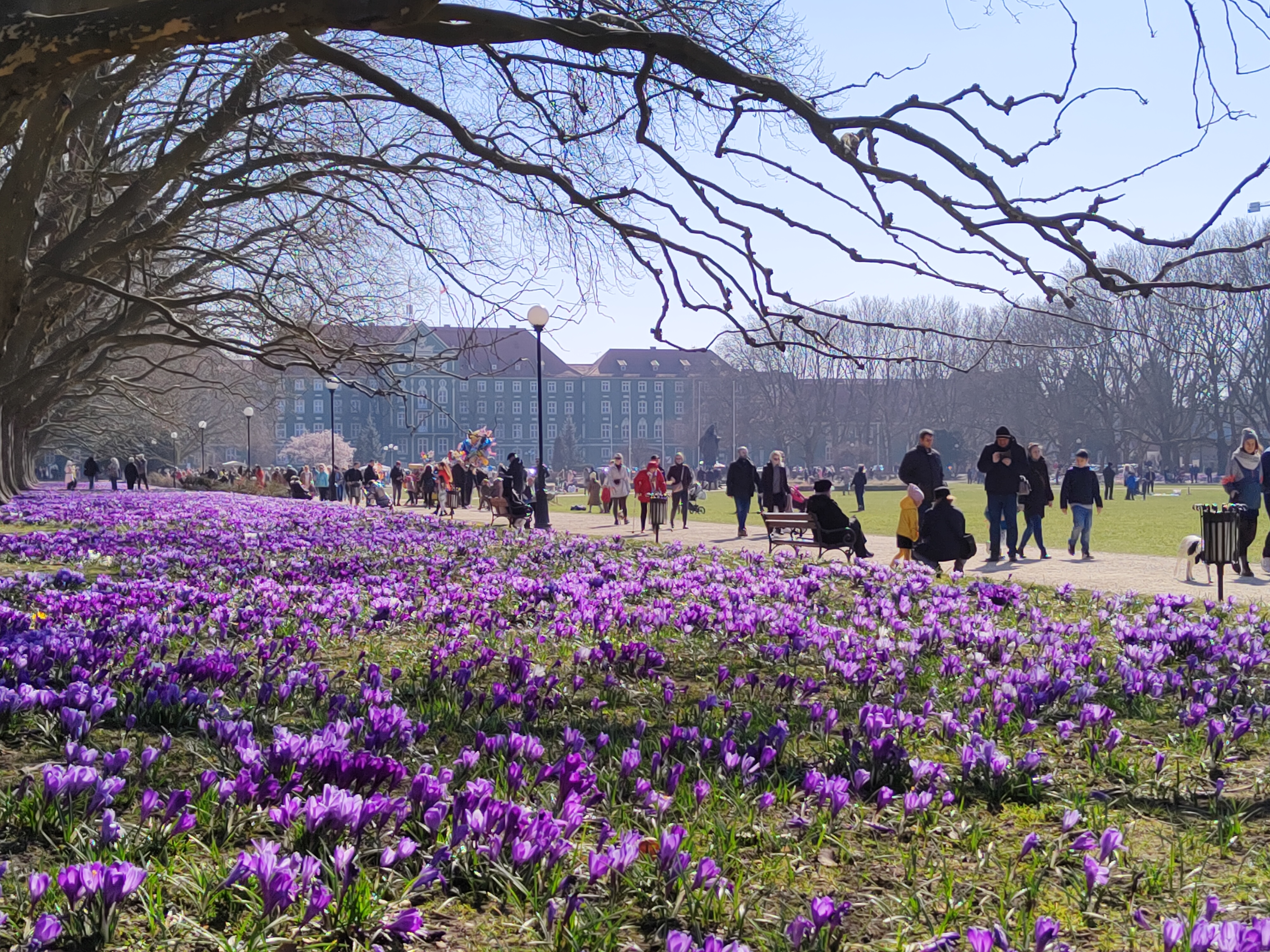
Krokusy wzdłuż alei platanów (w tle Urząd Miasta Szczecin)
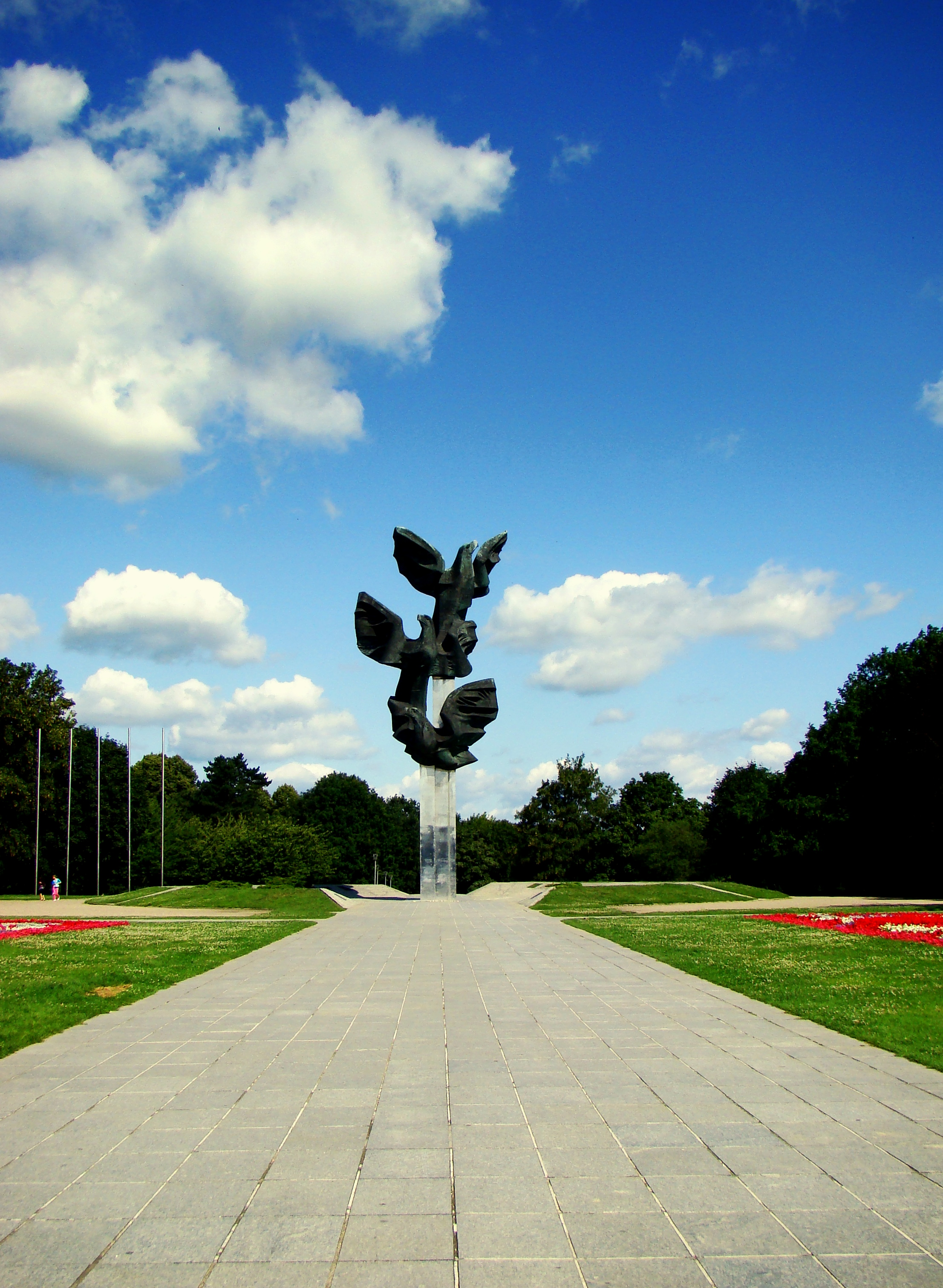
Pomnik Czynu Polaków od strony Jasnych Błoni
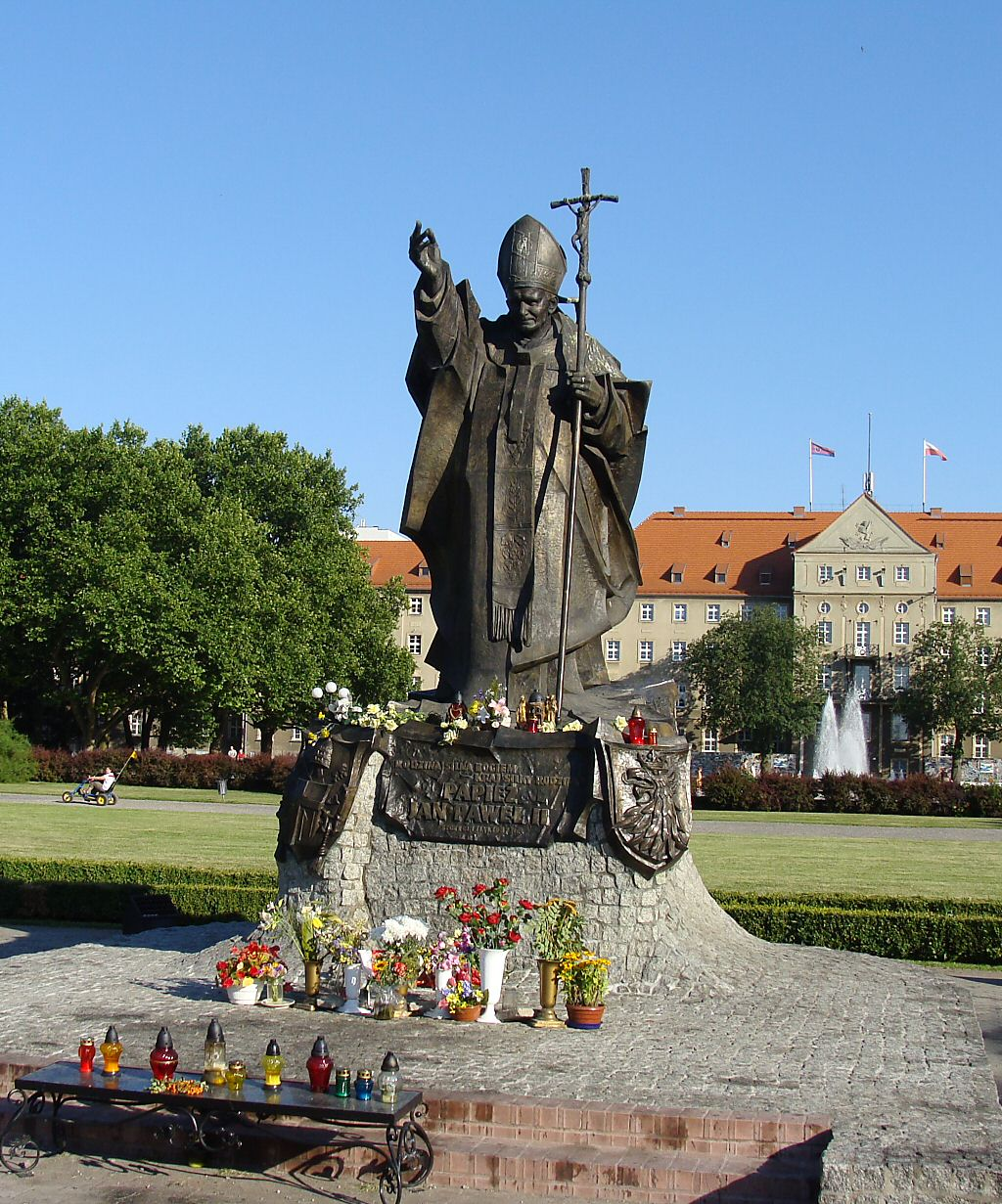
Pomnik Jana Pawła II od strony Jasnych Błoni
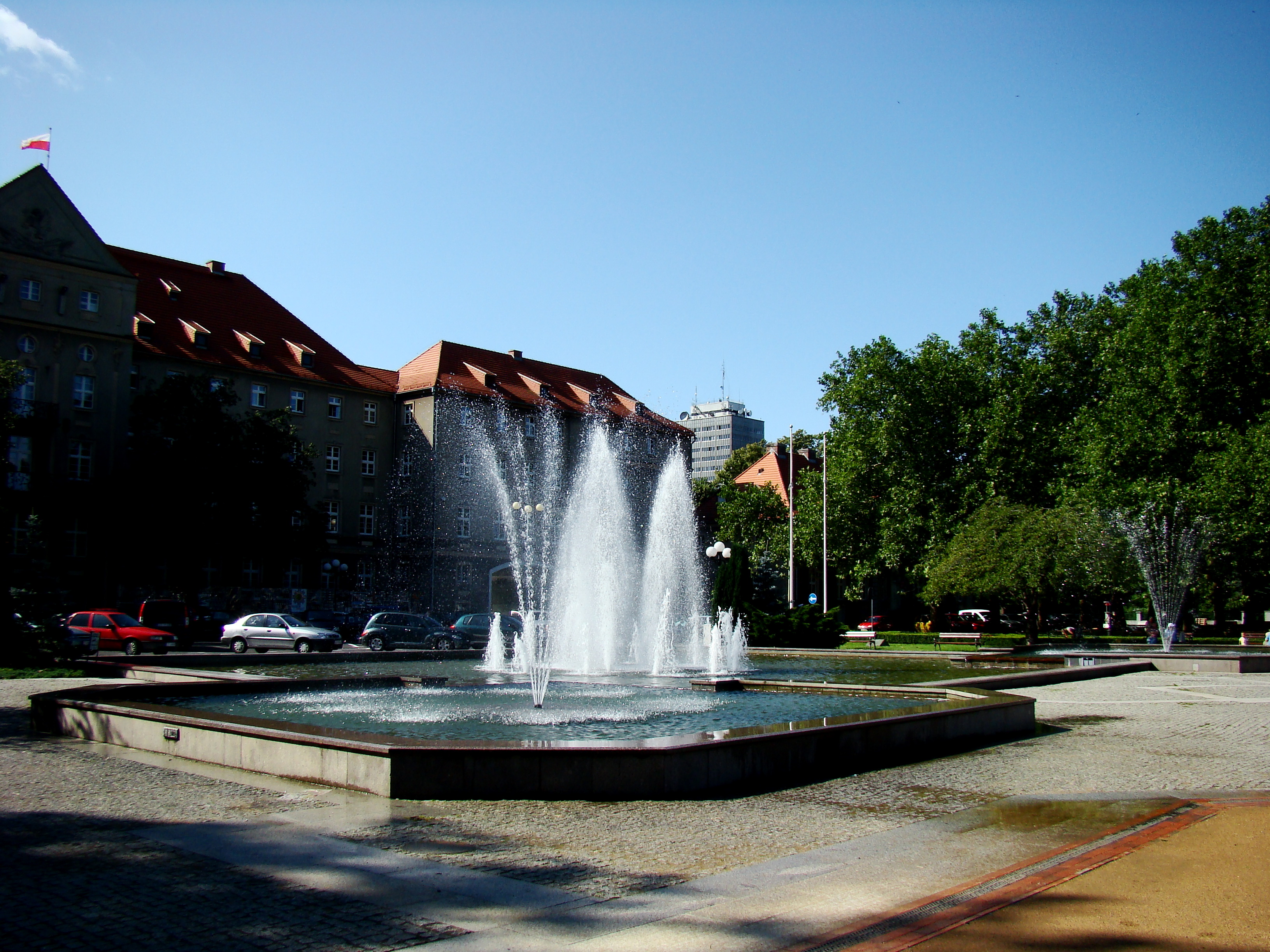
Fontanna na tle północno-zachodniej fasady budynku Urzędu Miasta
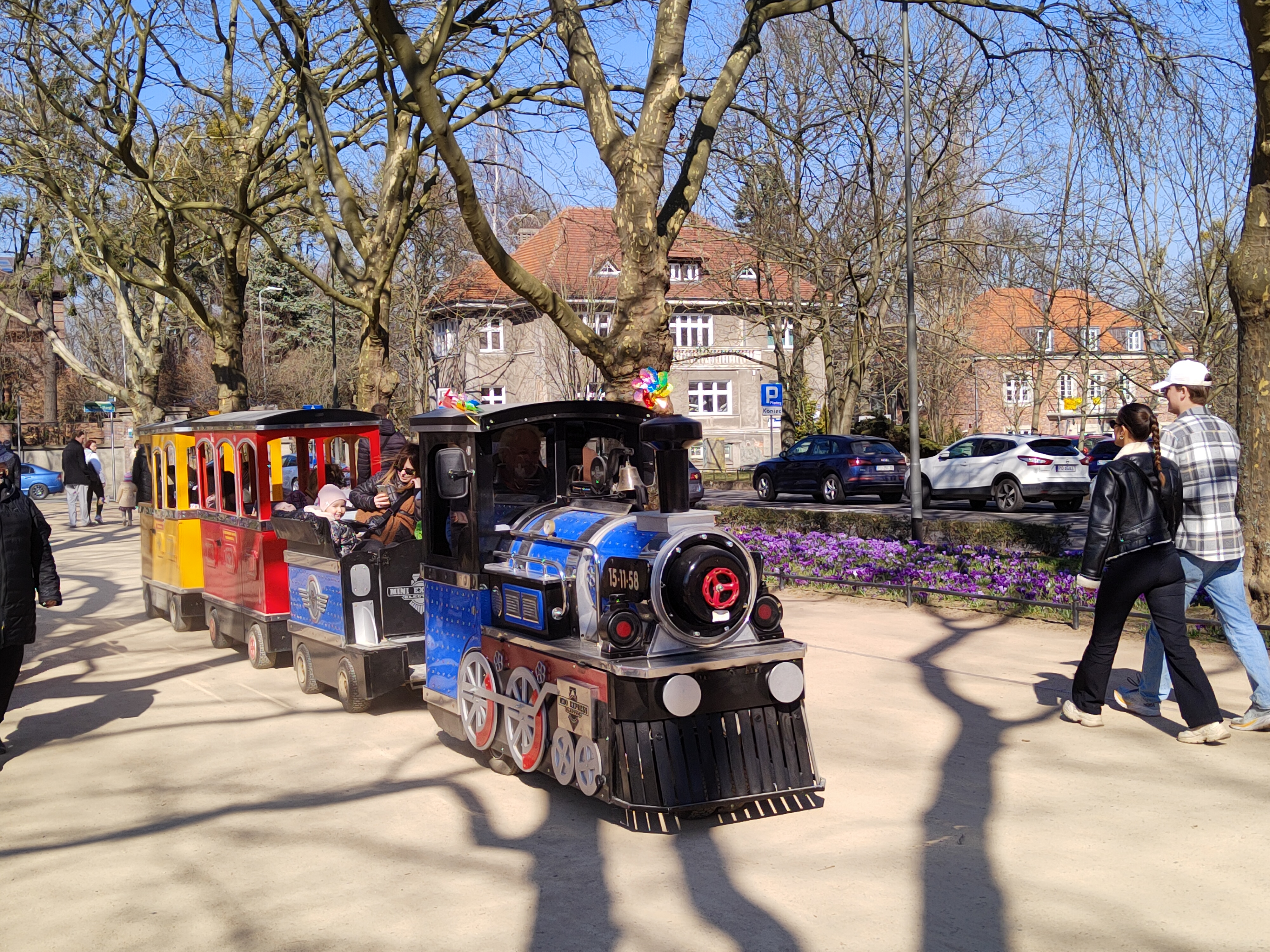
Trambus – imitacja kolei dziecięcej kursująca po Jasnych Błoniach